# Aspitates aluma
Aspitates aluma är en fjärilsart som beskrevs av William Schaus 1901. Aspitates aluma ingår i släktet Aspitates och familjen mätare. Inga underarter finns listade i Catalogue of Life.